# Motorama
Pour les articles homonymes, voir Motorama (homonymie).
Motorama est un groupe de rock indépendant et cold wave, formé en 2005 et originaire de Rostov-sur-le-Don en Russie.
Il est composé autour du couple Vladislav Parshin à la guitare et au chant et Airin Marchenko à la basse, auxquels s'ajoutent Alexander Norets au clavier, Oleg Chernov à la batterie, et Maksim Polivanov à la guitare.
Il doit son nom au film Motorama sorti en 1991. Après avoir autoproduit en 2010 un premier album intitulé Alps, le deuxième intitulé Calendar sort en 2012 chez Talitres records,,,.
En 2013, le premier album Alps bénéficie d'une réédition par le label Talitres.
Le 21 juin 2018, Motorama annonce la sortie de son 5e album intitulé Many Nights, qui sort le 21 septembre 2018.
Au début l'année 2021, le 29 janvier, Motorama publie un nouvel album de 7 titres Before The Road. Pour ce nouveau disque, le groupe s’émancipe de son label découvreur Talitres pour voler de ses propres ailes (I’m Home Records). La tournée se limite à la Russie au printemps 2021 essentiellement dû aux restrictions sanitaires dans de nombreux pays.
Le 17 mai 2023, Motorama publie son 7e album intitulé Sleep, and I Will Singqui, comme le précédent Before The Road, n'est disponible qu'en format numérique sur le site Bandcamp du groupe et sous l’étiquette de son label maison, I’m Home Records.
Sur cet album, on retrouve le single Another Chance sorti 4 mois plus tôt. La tournée se limite à la Chine, le Kazakhstan et deux dates en Russie de juillet à octobre 2023.
En août 2024, Motorama sort un nouveau single intitulé Caerus sur la plupart des plateformes de streaming sans aucune autre information particulière.